# ザ・バロネッツ
ザ・バロネッツ（The Baronets）は、1967年に結成されたグループ・サウンズのバンド。

## メンバー
- 真宮正（ボーカル、ベース） 1950年1月25日 -
- 塚田勇（ドラムス）1949年6月25日 -
- 和泉のりあき（ボーカル、ギター）1949年8月22日 -
- 志摩一弘（ボーカル、ギター）1946年2月8日 -
- 水上こうじ（ボーカル、MC）1948年1月1日 -

## 概要
1967年12月、山野楽器専属バンドとして結成。キャッチフレーズは、「北欧ムードの新星GS」。
1968年9月、CBSソニーから、シングル「サロマの秘密」で、アダムスと同時デビューする。

## 出演
- 爆笑ヤング・サウンズ（日本テレビ、1968年10月） - レギュラー出演

## ディスコグラフィー

### シングル
- サロマの秘密／愛の女神（1968年9月）
- 恋人たちの森／ある恋のエピソード（1968年12月）
- 白夜のカリーナ（1969年5月）B面。この曲は元々、同じグループ・サウンズバンド、エンジェルスのデビュー曲で用意されたものであった。なおA面は、TV映画主題歌「笑ってよいしょ」（日本テレビ）歌：野末陳平、5代目 三遊亭圓楽、ロイヤルナイツ[1]